# Großer Preis von Spanien 1929

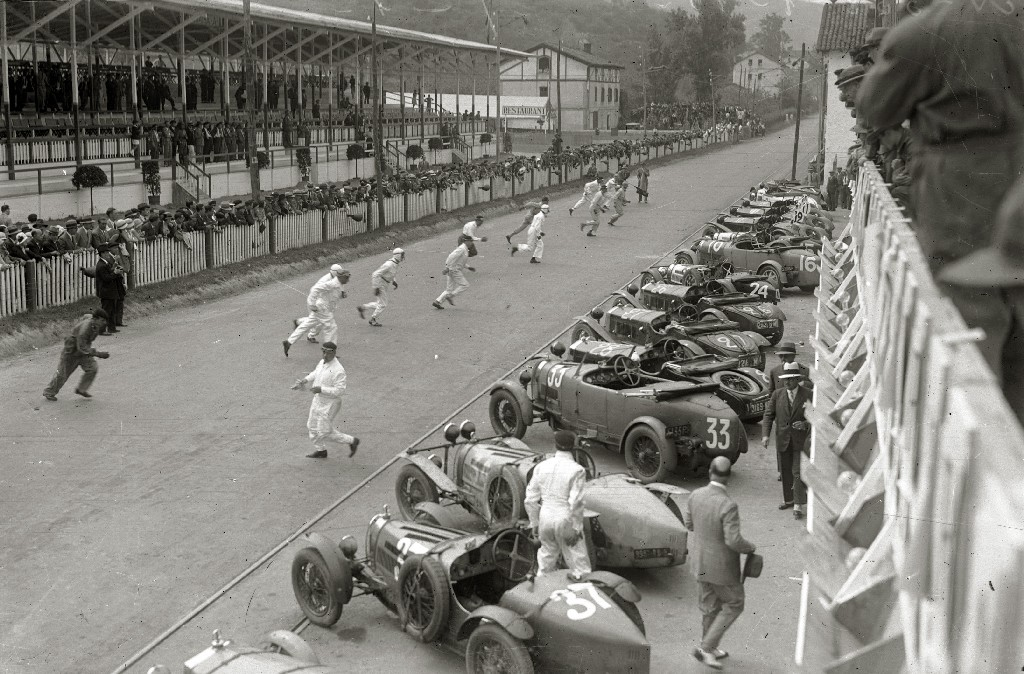
Start des Großen Preises von Spanien

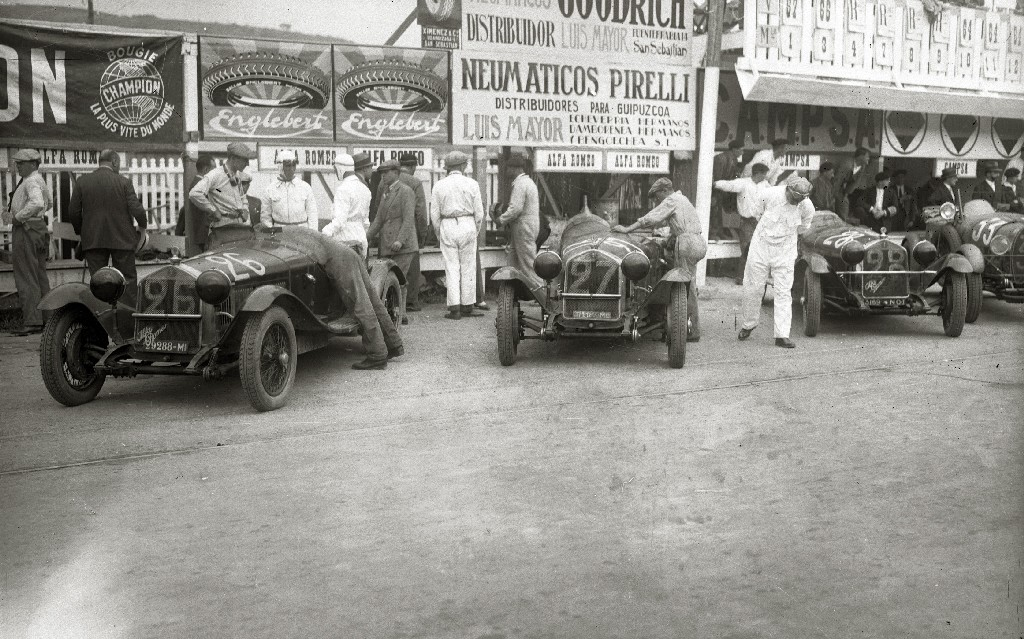
Das Alfa-Romeo-Team vor dem Start, links das Siegerfahrzeug, in der Mitte das ausgefallene Fahrzeug von Varzi, rechts der Zweitplatzierte.

Der Große Preis von Spanien 1929 war ein am Sonntag, den 28. Juli 1929 veranstaltetes 12-Stunden-Rennen für Sportwagen auf dem Circuito Lasarte in San Sebastián.
Der Rennen hatte in den Vorjahren den Titel Großer Preis von Guipúzcoa, und war Teil des 7. großen Automobilmeetings in San Sebastián, das am Donnerstag, den 25. Juli mit einem Rennen für Grand-Prix-Fahrzeuge, dem Gran Premio de San Sebastián eröffnet wurde.

## Vor dem Rennen
Der spanisch-königliche Automobilclub Real Automóvil Club de España veranstaltete Ende Juli 1929 das 7. große Automobilmeeting auf dem Circuito Lasarte. Im Rahmen der Gesamtveranstaltung war der Gran Premio de España ursprünglich als fünfter von insgesamt sieben Läufen zur geplanten Automobil-Weltmeisterschaft für Grand-Prix-Rennwagen nach der geltenden Internationalen Rennformel (frz.: Formule Internationale) angesetzt. Schon bald in der Saison zeichnete sich jedoch ab, dass die Formel, die in diesem Jahr über ein Verbrauchslimit geregelt wurde, nur auf geringes Teilnehmerinteresse stieß, so dass schließlich nur der Französische Grand Prix nach diesen Bestimmungen ausgetragen wurde. Der Spanische Automobilclub schrieb seinen nationalen Grand Prix dagegen schließlich als Sportwagenrennen aus, natürlich unter Verzicht auf den Status als Weltmeisterschaftslauf und Grande Épreuve.
Der Große Preis von Spanien wurde am 28. Juli 1929 um 11 Uhr gestartet und ging über 12 Stunden, also bis in die Nacht. Entsprechend waren die Zuverlässigkeit der sogenannte „Privatsportwagen“  und die Qualität der Lichtanlage entscheidend. In Spanien gab es 1929 ein Treibstoffmonopol, deswegen wurde Einheitsbenzin verwendet.

## Das Rennen
Nach der ersten Runde passierte Louis Chiron die Ziellinie als Siebenter, in der zweiten schon als Dritter und übernahm bereits in der dritten Runde die Führung, dicht gefolgt von Edmond Bourlier ebenfalls auf Bugatti. Danach kamen die Fahrzeuge der Marken Alfa Romeo und Lancia. Nach einem guten Start musste Roger Bourcier seinen Tracta abstellen. Später fiel auch Achille Varzi auf Alfa Romeo aus, kann aber (wie in der Zeit üblich) auf den anderen noch im Rennen befindlichen Alfa-Romeo-Rennwagen den Großen Preis von Spanien zu Ende fahren.
Nach 16 Runden waren bereits 8 Fahrzeuge ausgefallen, also nur noch 13 auf der Strecke. Zu dem Zeitpunkt waren bereits die drei Rally von Anne-Cécile Rose-Itier, Baligand und Morán ausgefallen, außerdem ein Lancia, ein Alfa Romeo, der Stutz von Oscar Leblanc, der Tracta von Bourcier und der Ariès von Arthur Duray.
Beim Boxenstopp in der Runde 32 fing der Bugatti von Joaquín Palacio Feuer. Palacio konnte sich mit brennenden Kleidern aus dem Fahrzeug retten und zog sich dabei Brandverletzungen zu. Der Bugatti konnte schnell genug gelöscht werden und Moreno fuhr mit dem Fahrzeug weiter.
Chiron war in der 60. Runde immer noch der Führende, aber der im Wechsel von Rigal, Varzi und Zehender gefahrene Alfa Romeo lag nur noch 17 km zurück. in der 61. Runde fuhr Chiron an die Box, aber der Boxenstopp dauerte eine ganze Viertelstunde. Dies reichte dem Alfa-Romeo-Team den Vorsprung nahezu komplett aufzuholen. In der letzten Runde fielen plötzlich die Scheinwerfer des Bugattis aus. Chiron muss anhalten und Rigal übernimmt in dem Moment die Führung und Alfa-Romeo gewinnt das Rennen.

## Ergebnisse

### Schlussklassement
| 1                                  | 2.0   | 26 |  | Louis Rigal Goffredo Zehender Carlo Canavesi | Alfa Romeo | 12:00:00,000 |
| 2                                  | 2.0   | 28 |  | Gioacchino Colombo Achille Varzi             | Alfa Romeo | 12:00:00,000 |
| 3                                  | 5.0   | 3  |  | Henri Stoffel                                | Chrysler   | 12:00:00,000 |
| 4                                  | 1.5   | 34 |  | Louis Charavel Jean Gaupillat                | Bugatti    | 12:00:00,000 |
| 5                                  | 1.1   | 34 |  | Jean-Albert Grégoire                         | Tracta     | 12:00:00,000 |
| Platzierung oder Ausfall unbekannt |       |    |  |                                              |            |              |
| 6                                  | + 5.0 | 1  |  | Oscar Leblanc                                | Stutz      |              |
| 7                                  | 3.0   | 10 |  | Franz Gouvion                                | Lancia     |              |
| 8                                  | 3.0   | 11 |  | Abel Blin d’Ormont                           | Lancia     |              |
| 9                                  | 3.0   | 12 |  | Conde Legrelle                               | Lancia     |              |
| 10                                 | 3.0   | 15 |  | Louis Chiron Mario Lepori                    | Bugatti    |              |
| 11                                 | 3.0   | 16 |  | Joaquín Palacio Morenes                      | Bugatti    |              |
| 12                                 | 2.0   | 24 |  | Edmond Bourlier                              | Bugatti    |              |
| 13                                 | 2.0   | 27 |  | Achille Varzi Banavest                       | Alfa Romeo |              |
| 14                                 | 1.5   | 33 |  | Navarre                                      | Bugatti    |              |
| 15                                 | 1.5   | 37 |  | Ernest André Ebran                           | Bugatti    |              |
| 16                                 | 1.1   | 43 |  | Ballard Devegni                              | Tracta     |              |
| 16                                 | 1.1   | 46 |  | Robert Laly Arthur Duray                     | Ariès      |              |
| 17                                 | 1.1   | 47 |  | Anne-Cécile Rose-Itier                       | Rally      |              |
| 18                                 | 1.1   | 48 |  | Baligond                                     | Rally      |              |
| 19                                 | 1.1   | 48 |  | Morán                                        | Rally      |              |
| 20                                 | 1.1   | 52 |  | Roger Bourcier                               | Tracta     |              |

### Nur in der Meldeliste
Hier finden sich Teams, Fahrer und Fahrzeuge, die ursprünglich für das Rennen gemeldet waren, aber aus den unterschiedlichsten Gründen daran nicht teilnahmen.
| Pos. | Klasse | Nr. | Team | Fahrer               | Chassis       |
| ---- | ------ | --- | ---- | -------------------- | ------------- |
| 21   | + 5.0  | 2   |      | Édouard Brisson      | Stutz         |
| 22   | 5.0    | 4   |      | Cyril de Vère        | Chrysler      |
| 23   | 5.0    | 5   |      | Woolf Barnato        | Bentley       |
| 24   | 5.0    | 6   |      | Wooff                | Bentley       |
| 25   | 5.0    | 7   |      | Leon Duray           | Duesenberg    |
| 26   | 5.0    | 7   |      | Max Thirion          | Bugatti       |
| 27   | 5.0    | 9   |      | Joseph Reynartz      | Bugatti       |
| 28   | 3.0    | 14  |      | Georges Philippe     | Bugatti       |
| 29   | 3.0    | 18  |      | Rudolf Caracciola    | Mercedes-Benz |
| 30   | 3.0    | 19  |      | Archibal Maconschi   | Mercedes-Benz |
| 31   | 3.0    | 20  |      | Hermann zu Leiningen | Mercedes-Benz |
| 32   | 3.0    | 21  |      | August Momberger     | Mercedes-Benz |
| 33   | 3.0    | 22  |      | Henry Birkin         | Bentley       |
| 34   | 3.0    | 23  |      | Guy Bouriat          | Bugatti       |
| 35   | 2.0    | 25  |      | Attilio Marinoni     | Alfa Romeo    |
| 36   | 2.0    | 29  |      | Juan Zanelli         | Bugatti       |
| 37   | 2.0    | 30  |      | Georges Bouriano     | Bugatti       |
| 38   | 2.0    | 31  |      | Mme. Dupre           | Bugatti       |
| 39   | 2.0    | 32  |      |                      | Bugatti       |
| 40   | 1,5    | 35  |      |                      | Alfa Romeo    |
| 41   | 1,5    | 36  |      | Dubeuil              | Ravel         |
| 42   | 1,5    | 38  |      |                      | Salmson       |
| 43   | 1,5    | 39  |      |                      | Bugatti       |
| 44   | 1,1    | 40  |      | Ciordia              | Essex         |
| 45   | 1,1    | 41  |      | Dutreuith            | Ravel         |
| 46   | 1,1    | 44  |      | Christian            | B.N.C.        |
| 47   | 1,1    | 45  |      | Libert               | Lombard       |
| 48   | 1,1    | 50  |      | Sattores             | Salmson       |
| 49   | 1,1    | 51  |      | Jean Parisot         | Amilcar       |

### Klassensieger
| Klasse  | Fahrer               | Fahrer            | Fahrer         | Fahrzeug   | Platzierung im Gesamtklassement |
| ------- | -------------------- | ----------------- | -------------- | ---------- | ------------------------------- |
| S + 5.0 |                      |                   |                |            | unbekannt                       |
| S 5.0   | Henri Stoffel        |                   |                | Chrysler   | Rang 3                          |
| S 3.0   |                      |                   |                |            | unbekannt                       |
| S 2.0   | Louis Rigal          | Goffredo Zehender | Carlo Canavesi | Alfa Romeo | Gesamtsieg                      |
| S 1.5   | Louis Charavel       | Jean Gaupillat    |                | Bugatti    | Rang 4                          |
| S 1.1   | Jean-Albert Grégoire |                   |                | Tracta     | Rang 5                          |

### Renndaten
- Gemeldet: 49
- Gestartet: 20
- Gewertet: unbekannt
- Rennklassen: 6
- Zuschauer: unbekannt
- Wetter am Renntag: warm und trocken
- Streckenlänge: 17.315 km
- Fahrzeit des Siegerteams: 12:00:00.000 Stunden
- Gesamtrunden des Siegerteams: 80
- Gesamtdistanz des Siegerteams: 1374,500 km
- Siegerschnitt: 114,500 km/h
- Pole Position: unbekannt
- Schnellste Rennrunde: unbekannt
- Rennserie: Zählte zu keiner Rennserie